# Astragalus kordloricus
Astragalus kordloricus är en ärtväxtart som beskrevs av Zarre. Astragalus kordloricus ingår i släktet vedlar, och familjen ärtväxter. Inga underarter finns listade i Catalogue of Life.